# Amauta (insecto)
Amauta es un género de lepidópteros de la familia Castniidae. Fue descrito por Houlbert en 1918. Se encuentra en América del Sur.

## Especies
- Amauta ambatensis (Houlbert, 1917)
- Amauta cacica (Herrich-Schäffer, [1854])
- Amauta hodeei (Oberthür, 1881)
- Amauta papilionaris (Walker, [1865])